# Geokichla erythronota
Geokichla erythronota là một loài chim trong họ Turdidae.